# Albany (Texas)
Albany è un comune (city) degli Stati Uniti d'America e capoluogo della contea di Shackelford nello Stato del Texas. La popolazione era di 2 034 abitanti al censimento del 2010.

## Geografia fisica
Albany si trova a nord-est di Abilene, il capoluogo della contea di Taylor.
Secondo lo United States Census Bureau, la città ha una superficie totale di 4,06 km², dei quali 4,06 km² di territorio e 0 km² di acque interne (0% del totale).

## Storia
Fondata nel 1873, Albany prende il nome dalla città natale dell'ex segretario della contea William Cruger, che proveniva dalla città di Albany, nella Georgia.
Il tenente colonnello William Dyess, superstite della marcia della morte di Bataan nelle Filippine, da cui prende il nome la Dyess Air Force Base, nacque ad Albany il 9 agosto 1916. Il maggior generale Robert B. Williams, che guidò durante la seconda guerra mondiale i bombardamenti aerei su Schweinfurt in Germania, è nato ad Albany il 9 novembre 1901.

## Società

### Evoluzione demografica
Secondo il censimento del 2010, la popolazione era di 2 034 abitanti.

### Etnie e minoranze straniere
Secondo il censimento del 2010, la composizione etnica della città era formata dal 93,31% di bianchi, lo 0,44% di afroamericani, lo 0,74% di nativi americani, lo 0,15% di asiatici, lo 0,05% di oceanici, il 2,75% di altre razze, e il 2,56% di due o più etnie. Ispanici o latinos di qualunque razza erano il 10,52% della popolazione.